# Albert Anselmi
Pour les articles homonymes, voir Anselmi.
Albert Anselmi, né Alberto Anselmi le 15 juillet 1883 à Marsala (Sicile, Italie) et mort le 7 mai 1929 à Chicago, est un tueur, qui travailla pour Al Capone avec son compère John Scalise.

## Biographie
En Sicile, Anselmi entre en contact avec un mafieux, Ignazio Lupo Sietta qui le forme. En 1924, il s'enfuit aux États-Unis pour échapper à une accusation d'assassinat. Il entre illégalement sur la côte du golfe et se rend à Chicago.
Anselmi et son partenaire, John Scalise, son mentor, ont été le bras armé de la famille Genna, un allié important de Johnny Torrio durant la période de la prohibition dans les années 1920. Ils furent les premiers à dominer le sud de Chicago. Le Nord était sous le contrôle principalement des Irlandais du Gang de North Side. 
Une rumeur persistante fait mention qu'Al Capone veut en finir avec Scalise et Anselmi après que ceux-ci ont à deux reprises mal exécuté leurs missions. Pour les "remercier", Capone les invite à un riche festin, à la fin duquel ses gardes les attachent à leur chaise. Al se lève, un sourire glacial aux lèvres et lentement, méthodiquement les frappe l'un après l'autre avec une batte, leur brisant les os des épaules, des bras et de la poitrine. Lorsqu'ils sont réduits à un amas de chair, les gardes les achèvent d'une balle dans la nuque. Cette version ne fut jamais prouvée.[réf. nécessaire]